# Ingolfiella petkovskii
Ingolfiella petkovskii is een vlokreeftensoort uit de familie van de Ingolfiellidae. De wetenschappelijke naam van de soort is voor het eerst geldig gepubliceerd in 1957 door S. Karaman.